# Милан Васић (глумац)
Милан Васић (Косовска Каменица, 31. јануар 1979) српски је позоришни, телевизијски и филмски глумац.

## Биографија
Рођен је у месту Ропотово, код Косовске Каменице. Уписао је Факултет уметности Универзитета у Приштини, Одсек глуме, у класи професора Светозара Рапајића на коме је и дипломирао. У Народно позориште у Приштини довео га је управник Радосав Стојановић. Популарност је стекао улогом у филму “Коњи врани” Љубише Самарџића, а касније улогом у серији “Оно наше што некад бејаше”. У серији “Рањени орао”, је глумио лик Маше. Наредна велика улога му је била у серији “Јесен стиже, Дуњо моја”. Године 2005. дневни лист “Политика” је Милана представио као личност из домена глуме која је обележила ту годину. Пре него што је почео да се бави глумом професионално је играо фудбал у Косовској Каменици, а у средњој школи је тренирао рукомет. Такође је пет година играо у локалном фолклорном ансамблу. Запослен је у Народном позоришту у Приштини са измештеним седиштем у Грачаници.

## Филмографија
| Год.       | Назив                           | Улога                  |
| ---------- | ------------------------------- | ---------------------- |
| 2000-е     |                                 |                        |
| 2007.      | Коњи врани                      | Сава Лађарски          |
| 2007.      | Оно наше што некад бејаше       | Љубивоје Мицковић      |
| 2008.      | Краљевина Србија                | Пера Тодоровић         |
| 2008.      | Бледи месец                     | Сава Лађарски          |
| 2008.      | Рањени орао (серија)            | Златин муж             |
| 2009.      | Рањени орао                     | Златин муж             |
| 2009.      | Јесен стиже, Дуњо моја (серија) | Сава Лађарски          |
| 2009—2010. | Грех њене мајке                 | Митко                  |
| 2010-е     |                                 |                        |
| 2010.      | Мирис кише на Балкану (серија)  | Данијел Папо           |
| 2010—2012. | Бела лађа                       | Јанаћко Јањић          |
| 2011—2013. | Певај, брате!                   | Урош Џемић У-Џејл      |
| 2014.      | Мала историја Србије            |                        |
| 2017.      | Врати се Зоне                   | Мане                   |
| 2018.      | Комшије                         | Момчило Митић          |
| 2019—2020. | Јунаци нашег доба               | Ђорђе Торбица „Врућко” |
| 2020-е     |                                 |                        |
| 2020.      | Неспоразум                      |                        |
| 2021.      | Три мушкарца и тетка            | Јовиша                 |
| 2023.      | Хероји Халијарда                | капетан Раковић        |

## Позоришне улоге
- Певај, брате
- Певај, брате 2
- Љубав у Савамали